# フレデリック・ヘットマン
フレデリック・ヘットマン（Frederik Hetmann、1934年2月17日 - 2006年6月1日）はドイツの作家。ヴロツワフ出身。リンブルク・アン・デア・ラーン没。1965年、1973年ドイツ児童図書賞受賞。